# FPAR

PAR-Kurve des Sonnenlichts bei klarem Himmel

PAR-Kurve des Sonnenlichts unter „Blätterdach“ von Weizen; die Differenz beider Strahlungsintensitäten entspricht dem durch die Photosynthese genutzten Strahlungsanteil

FPAR oder FAPAR (englisch Fraction of absorbed Photosynthetic Active Radiation; übersetzt: Fraktion der photosynthetisch aktiven Strahlung) beschreibt den tatsächlich von der Vegetation absorbierten Anteil an der Strahlung, die theoretisch für die Photosynthese verfügbar wäre (Wellenlänge von 0,4 bis 0,7 µm). Es handelt sich daher um eine dimensionslose biophysikalische Variable, die zusammen mit dem Blattflächenindex (BFI, englisch LAI von leaf area index) eine Beschreibung der Photosyntheseleistung und damit des Zustands der Vegetation ermöglicht. FPAR und LAI können teilweise aus großer Entfernung, zum Beispiel von Satelliten aus, bestimmt werden, weshalb sie häufig verwendete Parameter zur Beschreibung und zum Monitoring von Ökosystemen sind.